# Parafia Matki Bożej Bolesnej w Sosnowcu
Parafia Matki Bożej Bolesnej w Sosnowcu – parafia Kościoła Polskokatolickiego w RP, położona w dekanacie śląskim diecezji krakowsko-częstochowskiej. Do parafii należą polskokatolicy z całego terenu Górnośląskiego Okręgu Przemysłowego (około 200 osób). Msze św. sprawowane są w niedzielę o godzinie 9:00 i 10:30.
Parafia polskokatolicka Matki Bożej Bolesnej w Sosnowcu erygowana została w 1979 z inicjatywy ks. Eugeniusza Stelmacha, który od połowy lat 60. XX wieku prowadził działalność misyjną wśród mieszkańców Górnośląskiego Okręgu Przemysłowego z pobliskiej parafii Matki Bożej Nieustającej Pomocy w Strzyżowicach.
W latach 1996–2001 w pobliskich Katowicach istniała również odrębna placówka Kościoła Polskokatolickiego. Początkowo jako filia parafii Matki Bożej Nieustającej Pomocy w Strzyżowicach, następnie odrębna parafia Ofiarowania Pana Jezusa w Katowicach, której proboszczem był ks. Jarosław Nowak – obecnie pracuje w Polskim Narodowym Kościele Katolickim w USA i Kanadzie. Siedziba placówki znajdowała się w kaplicy na terenie parafii luterańskiej Zmartwychwstania Pańskiego.